# Cecami

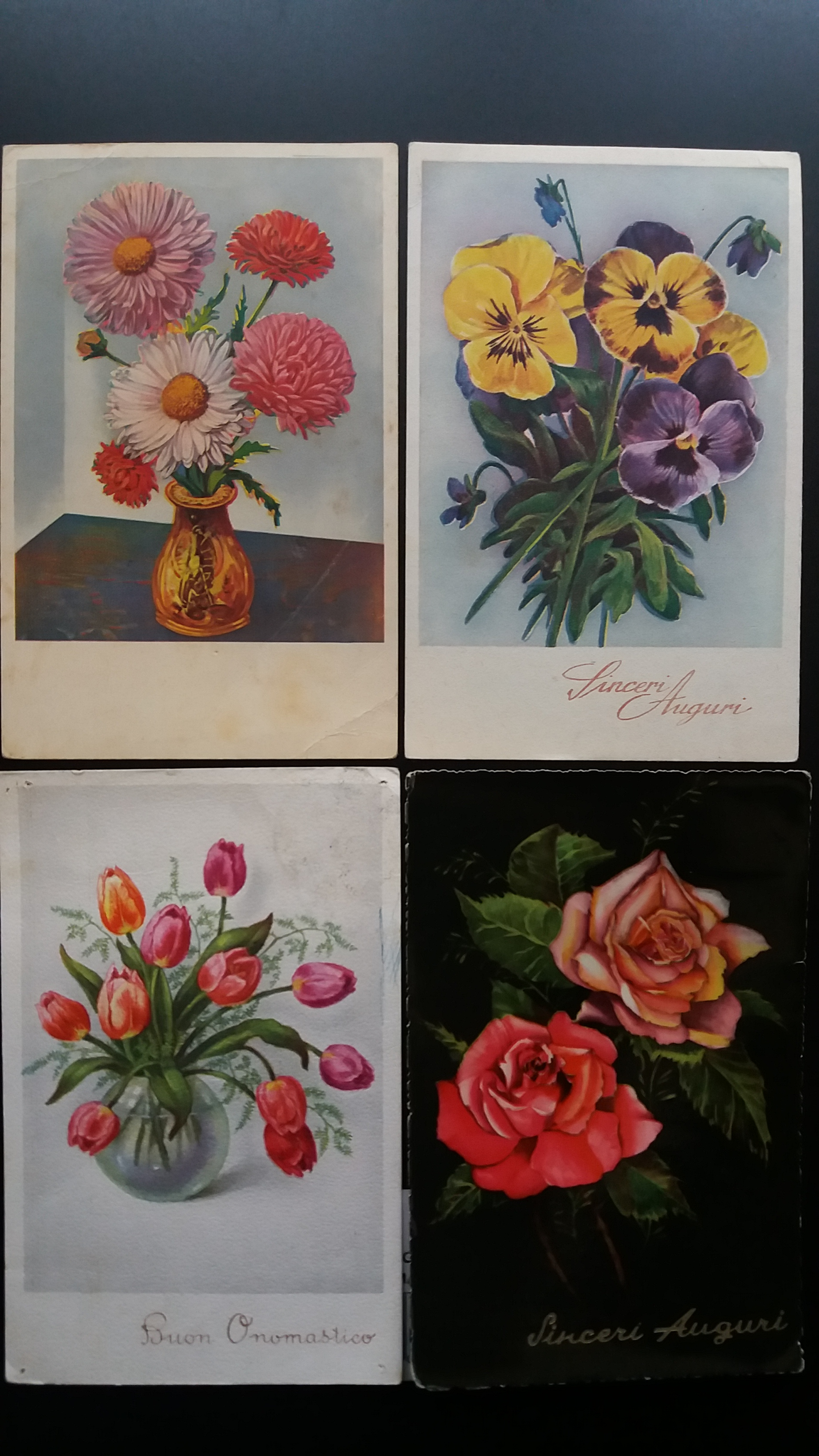
Cartoline con fiori stampate da Cecami attorno al 1950

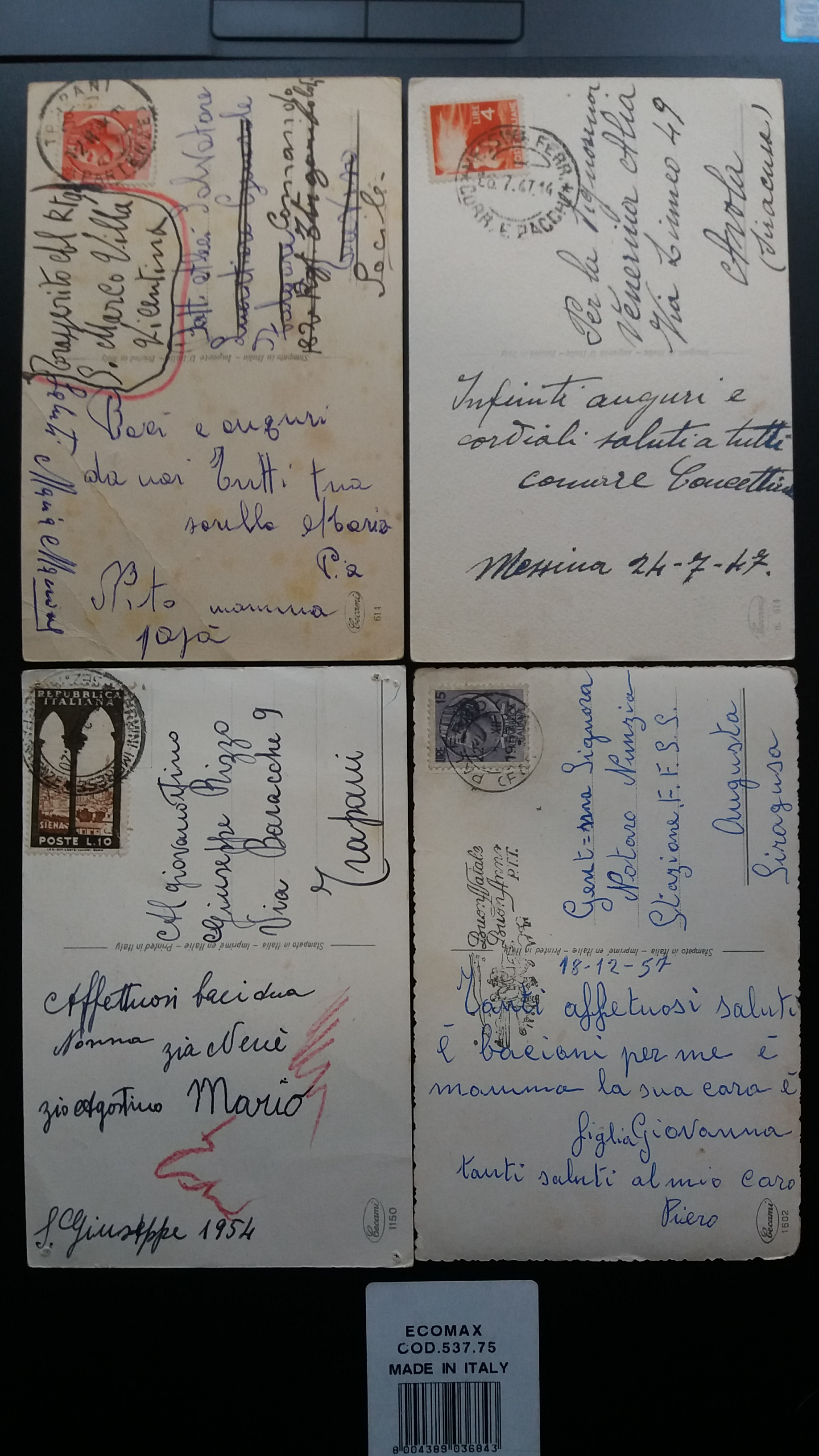
Cartoline di Cecami

Cecami è stata una azienda italiana produttrice di cartoline postali fondata negli Anni 10 del Novecento da Cesare Capello a Milano. La Cecami fu una delle prime case editrici di cartoline in Italia. Cesare Capello, infatti, portò per primo la cartolina in bianco-nero e quella a colori in rotocalco. Poi si passò al fototipo da selezioni per ottenere colori più fedeli alla realtà.
La Cecami produsse sia cartoline illustrate sia fotografiche. Tra gli illustratori che collaborarono con la Cecami spicca l'illustratrice Edina Altara, che nel 1934 realizzò una serie di cartoline con protagoniste coppie di bambini, spesso accompagnate da cani.
All'inizio degli Anni 80 del Novecento il marchio Cecami fu acquistato da un editore toscano, la Nuovaedart spa. Dopo alcuni anni la Cecami fu trasferita da Milano a Massa e Cozzile, dove ha sede l'attuale proprietà che con il marchio Cecami produce partecipazioni di nozze, biglietti di auguri e altri prodotti di cartoleria.
A lato sono visibili alcune cartoline con motivo floreale stampate da Cecami intorno al 1950.